# 兵庫県道723号加古川北インター線
兵庫県道723号加古川北インター線（ひょうごけんどう723ごう かこがわきたインターせん）は、兵庫県加古川市を通る一般県道である。

## 概要
加古川市志方町大澤の兵庫県道43号高砂北条線交点から山陽自動車道 加古川北ICに至る。

### 路線データ
- 起点：加古川市志方町大澤（加古川北IC交差点、兵庫県道43号高砂北条線交点）
- 終点：加古川市志方町大澤（山陽自動車道 加古川北IC）
- 総延長：約420 m

## 地理

### 通過する自治体
- 加古川市

### 交差する道路
| 交差する道路           | 交差する場所 | 交差する場所            |
| ---------------------- | ------------ | ----------------------- |
| 兵庫県道43号高砂北条線 | 志方町大澤   | 加古川北IC交差点 / 起点 |
| E2 山陽自動車道        | 志方町大澤   | 5 加古川北IC / 終点     |

### 沿線
- 加古川市立志方東小学校（起点付近）